# Jefe del Ejecutivo de las Islas Malvinas
El Jefe Ejecutivo de las Islas Malvinas (en inglés, Chief Executive of the Falkland Islands) es la cabeza de la administración pública de las Islas Malvinas, responsable de la gestión del Gobierno de las Islas Malvinas. El papel y las facultades del Jefe del Ejecutivo se describen en el capítulo VII de la Constitución de las Islas Malvinas.

## Historia y poderes
Después de la guerra de las Malvinas en 1982, Lord Shackleton publicó un informe sobre el Gobierno de las Islas Malvinas y recomendó modernizaciones, incluyendo la creación del Jefe del Ejecutivo. En 1983, David G. P. Taylor se convirtió en el primer Jefe del Ejecutivo de las Islas Malvinas. En 1985 la Constitución de las Islas Malvinas entró en vigor y formalmente definido el papel y los poderes del Jefe del Ejecutivo.
El Jefe del Ejecutivo es un puesto de servicio civil, nombrado por el Gobernador con el asesoramiento del Consejo Ejecutivo. En virtud del artículo 83 de la Constitución, el Jefe del Ejecutivo es oficialmente el jefe de los servicios públicos en las islas y el gobernador puede delegar algunas de sus poderes al Jefe del Ejecutivo. Esto generalmente significa que el Jefe del Ejecutivo actúa como jefe de gobierno de las Islas Malvinas.
El Jefe del Ejecutivo también es un miembro ex officio de la Asamblea Legislativa, el Consejo Ejecutivo y el Comité Asesor sobre la Prerrogativa de Gracia.

## Lista
| Nombre                                         | Inicio del mandato       | Fin del mandato          |
| ---------------------------------------------- | ------------------------ | ------------------------ |
| David G. P. Taylor                             | diciembre de 1983        | abril de 1987            |
| Brian Cummings                                 | abril de 1987            | mayo de 1988             |
| Colin Redston (en funciones)                   | junio de 1988            | agosto de 1988           |
| Rex Browning (en funciones)                    | agosto de 1988           | septiembre de 1988       |
| David G. P. Taylor (en funciones) (2º mandato) | septiembre de 1988       | abril de 1989            |
| Ronald Sampson                                 | abril de 1989            | septiembre de 1994       |
| Andrew Gurr                                    | septiembre de 1994       | noviembre de 1999        |
| Michael Blanch                                 | enero de 2000            | marzo de 2003            |
| Chris Simpkins                                 | marzo de 2003            | 12 de septiembre de 2007 |
| Michael Blanch (en funciones) (2º mandato)     | 12 de septiembre de 2007 | 3 de enero de 2008       |
| Tim Thorogood                                  | 3 de enero de 2008       | 1 de febrero de 2012     |
| Keith Padgett                                  | 1 de febrero de 2012     | 3 de octubre de 2016     |
| Barry Rowland                                  | 3 de octubre de 2016     | 5 de abril de 2021       |
| Andy Keeling                                   | 5 de abril de 2021       | en el cargo              |